# Viktória Forster
Pour les articles homonymes, voir Forster.
Viktória Forster (née le 8 avril 2002 à Hronec) est une athlète slovaque, spécialiste du sprint et des courses de haies.

## Biographie
Viktória Forster pratique dans un premier temps le biathlon, avant de se diriger vers l'athlétisme à l'âge de 13 ans. En 2021, elle obtient deux places de finalistes sur 100 m et 100 m haies lors des championnats du monde juniors se déroulant à Nairobi.
En 2023, elle bat le record national du 100 m haies et le porte à 12 s 82 le 27 juin à Ostrava.
Le 20 juillet à Banská Bystrica, dans la même journée, elle bat le record de Slovaquie du 100 m, vieux de 55 ans, et égale celui du 100 m haies.
Elle remporte le 100 m haies de l'Universiade de Chengdu dans un nouveau record de Slovaquie, et décroche également une médaille d'argent sur l'épreuve du 100 m.

## Palmarès
| Date | Compétition                                  | Lieu         | Résultat | Épreuve       | Temps         |
| ---- | -------------------------------------------- | ------------ | -------- | ------------- | ------------- |
| 2018 | Championnats d'Europe jeunesse               | Györ         | Séries   | 100 m         | 12 s 33       |
| 2018 | Championnats d'Europe jeunesse               | Györ         | Séries   | 200 m         | 24 s 86       |
| 2018 | Championnats d'Europe jeunesse               | Györ         | DQ       | Relais medley | -             |
| 2018 | Jeux olympiques de la jeunesse               | Buenos Aires | 14e      | 200 m         | 49 s 84       |
| 2019 | Festival olympique de la jeunesse européenne | Bakou        | 6e       | 100 m         | 11 s 96       |
| 2019 | Festival olympique de la jeunesse européenne | Bakou        | 4e       | 200 m         | 24 s 47       |
| 2019 | Festival olympique de la jeunesse européenne | Bakou        | Séries   | Relais medley | 2 min 13 s 60 |
| 2021 | Championnats d'Europe juniors                | Tallinn      | ½ finale | 100 m         | 11 s 70       |
| 2021 | Championnats d'Europe juniors                | Tallinn      | Séries   | 200 m         | 24 s 50       |
| 2021 | Championnats d'Europe juniors                | Tallinn      | ½ finale | 100 m haies   | 13 s 72       |
| 2021 | Championnats du monde juniors                | Nairobi      | 6e       | 100 m         | 11 s 54       |
| 2021 | Championnats du monde juniors                | Nairobi      | DQ       | 100 m haies   | -             |
| 2022 | Championnats du monde en salle               | Belgrade     | Séries   | 60 m          | 7 s 35        |
| 2022 | Championnats du monde en salle               | Belgrade     | ½ finale | 60 m haies    | 8 s 22        |
| 2022 | Championnats d'Europe                        | Munich       | Séries   | 100 m         | 11 s 72       |
| 2022 | Championnats d'Europe                        | Munich       | ½ finale | 100 m haies   | 13 s 50       |
| 2023 | Championnats d'Europe en salle               | Istanbul     | Séries   | 60 m          | 7 s 51        |
| 2023 | Championnats d'Europe en salle               | Istanbul     | Séries   | 60 m haies    | 8 s 24        |
| 2023 | Championnats d'Europe espoirs                | Espoo        | Séries   | 100 m haies   | 13 s 69       |
| 2023 | Championnats d'Europe espoirs                | Espoo        | 7e       | 4×100 m       | 45 s 06       |
| 2023 | Universiade                                  | Chengdu      | 2e       | 100 m         | 11 s 34       |
| 2023 | Universiade                                  | Chengdu      | 1re      | 100 m haies   | 12 s 72       |

## Records
| Épreuve     | Épreuve   | Marque       | Lieu            | Date            |
| ----------- | --------- | ------------ | --------------- | --------------- |
| 60 m        | En salle  | 7 s 26       | Ostrava         | 30 janvier 2024 |
| 100 m       | Plein air | 11 s 26 (NR) | Banská Bystrica | 20 juillet 2023 |
| 200 m       | Plein air | 23 s 32      | Prague          | 11 mai 2024     |
| 60 m haies  | En salle  | 8 s 03 (NR)  | Bratislava      | 19 février 2023 |
| 100 m haies | Plein air | 12 s 72 (NR) | Chengdu         | 4 août 2023     |